# Aquasphaeria dimorphospora
Aquasphaeria dimorphospora är en svampart som beskrevs av K.D. Hyde 1995. Aquasphaeria dimorphospora ingår i släktet Aquasphaeria och familjen Annulatascaceae.  Inga underarter finns listade i Catalogue of Life.